# Palace of Whitehall

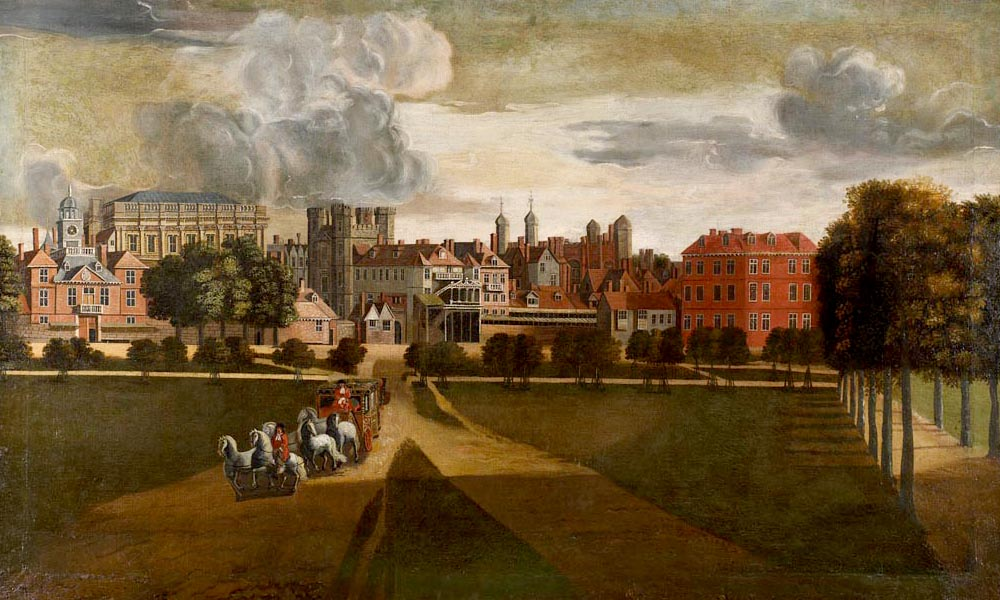
Palace of Whitehall, das Banqueting House befindet sich ganz links (Gemälde von Hendrick Danckerts)

Der Palace of Whitehall (deutsch Whitehall-Palast) war ab 1530 die Hauptresidenz der britischen Monarchen in London. Im Jahr 1698 zerstörte ein Großbrand den gesamten Palast bis auf das Banqueting House. Vor dem Brand war er mit mehr als 1.500 Räumen einer der größten Paläste Europas.
Nach dem Palast wurden die umliegende Gegend und eine Straße benannt – Whitehall in der City of Westminster. Hier konzentrieren sich heute die wichtigsten Regierungsstellen des Landes.
In seiner größten Ausdehnung bedeckte der Palast ein Gebiet mit einer Fläche von rund 9,3 Hektar, das heute von der Northumberland Avenue im Norden zur Downing Street und dem Derby Gate im Süden sowie von der Horseguards Road im Westen zum Ufer der Themse im Osten reicht.

## Geschichte

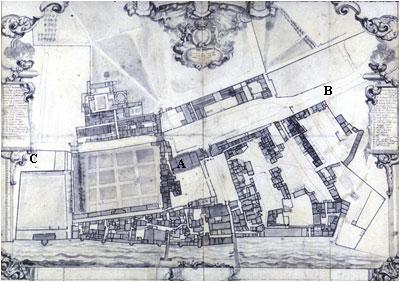
Ein Plan des Palastes aus dem Jahr 1680. Der Buchstabe „A“ im Zentrum markiert das Banqueting House. Von Punkt „B“ bis „C“ läuft die heutige Whitehall.

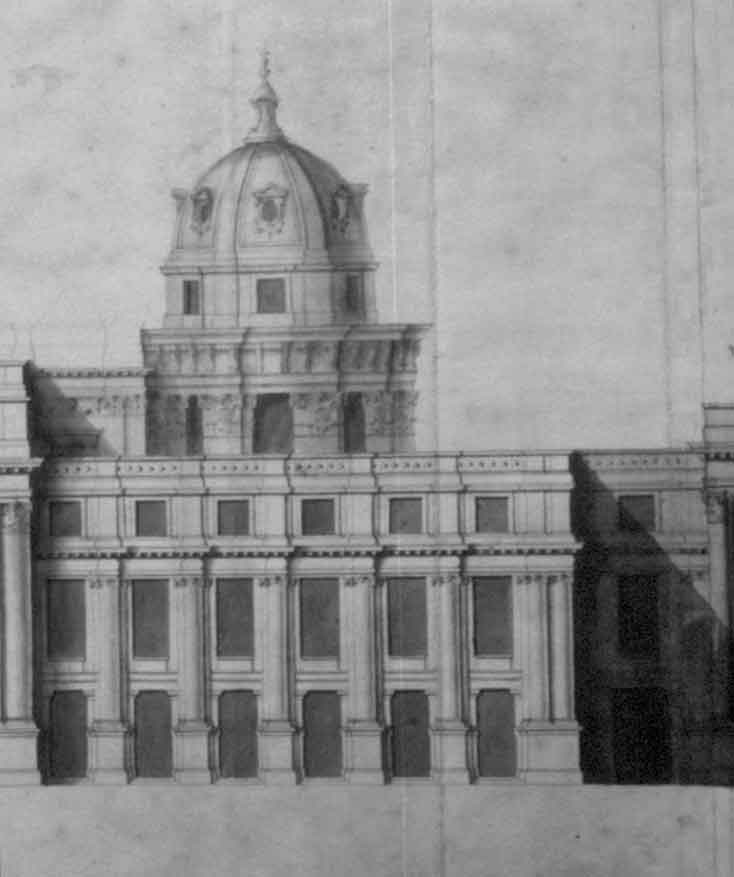
Teil eines Entwurfs von Christopher Wren für den Wiederaufbau des Palastes (1698); dieses Projekt wurde nie ausgeführt

Bis zum 13. Jahrhundert hatte sich der Palace of Westminster zum Zentrum der englischen Regierung entwickelt. Seit 1049 war dieser Palast die Londoner Residenz der englischen Könige. Die nähere Umgebung wurde bald ein sehr beliebtes und auch ein sehr teures Wohngebiet. Walter de Gray, der Erzbischof von York, kaufte nach 1240 ein Haus und nannte es York Place.
Eduard I. weilte mehrmals in diesem Gebäude, während im Palace of Westminster Arbeiten durchgeführt wurden. Er ließ York Place erweitern, um seinen Hofstaat unterbringen zu können. Kardinal Thomas Wolsey ließ den Palast derart erweitern, dass er bald das zweitgrößte Gebäude in London war, übertroffen nur vom Lambeth Palace, der Londoner Residenz des Erzbischofs von Canterbury. Als König Heinrich VIII. im Jahr 1530 die Macht der katholischen Kardinäle brach, erwarb er York Place und machte ihn zu seiner neuen Residenz; ein Jahr zuvor war ein Teil des Palace of Westminster durch ein Feuer zerstört worden.
Heinrich VIII. ließ den Palast völlig umgestalten und mehrmals erweitern. Inspiriert durch den Richmond Palace wurde ein Erholungsgebiet geschaffen, mit einem Bowling Green, einem Tennisplatz, einer Grube für Hahnenkämpfe (wo sich heute Downing Street No. 10 befindet) und einem Hof für Tjosten (Lanzenstechen). Es wird geschätzt, dass während der 1540er Jahre über 30.000 Pfund Sterling ausgegeben wurden.
Während der Regierungszeit von Elisabeth I. war der Palast von Whitehall, der zur damaligen Zeit ungefähr eine Wegstunde vom nächsten Stadttor entfernt war, der am häufigsten und längsten genutzte Aufenthaltsort des Hofes. Wenngleich die Anlage als Königspalast bezeichnet wurde, ähnelte sie tatsächlich eher einer kleinen Stadt mit Gebäuden, Plätzen, Gassen und zwei Toren. Die einzelnen Gebäude waren als solche zwar nicht architektonisch in besonderer Weise herausragend; das gesamte Ensemble als zu der Zeit größter Schlosskomplex Europas wurde jedoch vor allem aufgrund der Vielfalt seiner Anlagen sowie der Kostbarkeiten der Innenausstattung sehr bewundert. Jeder Londoner hatte die Möglichkeit, das Geschehen bei Hofe zu betrachten, da eine öffentliche Straße mitten durch das Palastgebiet führte.
Unter Jakob I. erfolgte eine weitere Ausdehnung, darunter das Banqueting House, das 1622 nach Plänen von Inigo Jones entstand. Es beherbergt den Bankettsaal und wurde 1634 vollendet. Das dreiteilige, prunkvoll gerahmte  Deckengemälde stammt von Peter Paul Rubens. Dargestellt sind „Die Vereinigung der Kronen“ und „Die Friedensregierung James' I.“, die das ovale mittlere Bild „Die Apotheose James' I.“ flankieren. König Karl I. wurde 1649 vor dem Banqueting House hingerichtet. Um 1650 war der Palast der größte weltliche Gebäudekomplex in ganz England und umfasste mehr als 1.500 Räume. Der Grundriss war höchst unregelmäßig, die einzelnen Gebäudeteile unterschiedlich groß und in verschiedenen Baustilen errichtet. Der Palast glich somit eher dem Gepräge einer Kleinstadt.
Christopher Wren baute eine neue Kapelle (1687), die Gemächer der Königin (1688) und das Gästehaus der Königin (1689). Ein Feuer zerstörte im April 1691 die ältesten Teile des Gebäudekomplexes. Ein weiteres Feuer am 4. Januar 1698 vernichtete fast den gesamten Palast. Aufgrund leerer Staatskassen erfolgte kein Wiederaufbau; das geräumte Gelände wurde verpachtet und für den Bau von Stadthäusern freigegeben.

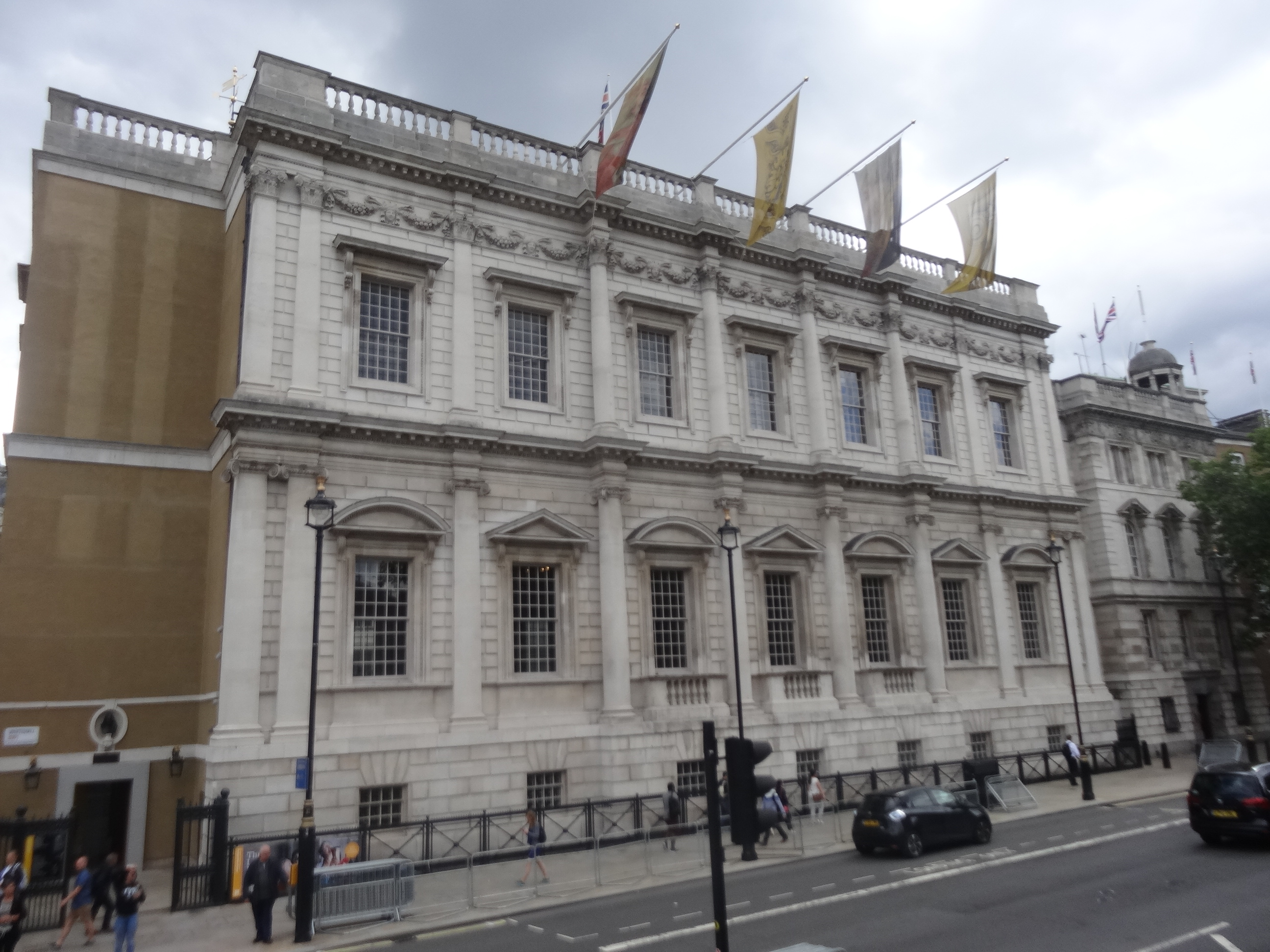
Banqueting House, 2017

## Reste des Palastes
Das 1622 nach einem Entwurf von Inigo Jones errichtete Banqueting House ist das einzige Gebäude, das den Großbrand überstand, wurde aber seither mehrfach umgebaut. Auf dem östlichen Teil des Geländes entstand ab 1938 das neue Gebäude des Verteidigungsministeriums. Ein Teil von Thomas Wolseys Keller wurde in dieses Gebäude integriert. Ein Teil der Marmorschnitzereien der ehemaligen Palastkapelle von Grinling Gibbons konnte gerettet werden, wurde ab 1706 zunächst in der Westminster Abbey aufbewahrt und 1820 in die Kirche St. Andrew’s in Burnham-on-Sea in Somerset integriert.